# Abraham Wald
Abraham Wald (31. října 1902 Kluž, Rakousko-Uhersko – 13. prosince 1950 Travancore, Indie) byl americký matematik židovského původu narozený na území dnešního Rumunska. Je známý především díky práci na teorii rozhodování, ekonometrii a geometrii a jako zakladatel odvětví statistické sekvenční analýzy.